# VRK1
VRK1 (англ. Vaccinia related kinase 1) – білок, який кодується однойменним геном, розташованим у людей на короткому плечі 14-ї хромосоми. Довжина поліпептидного ланцюга білка становить 396 амінокислот, а молекулярна маса — 45 476.
| 10         |  | 20         |  | 30         |  | 40         |  | 50         |
| ---------- |  | ---------- |  | ---------- |  | ---------- |  | ---------- |
| MPRVKAAQAG |  | RQSSAKRHLA |  | EQFAVGEIIT |  | DMAKKEWKVG |  | LPIGQGGFGC |
| IYLADMNSSE |  | SVGSDAPCVV |  | KVEPSDNGPL |  | FTELKFYQRA |  | AKPEQIQKWI |
| RTRKLKYLGV |  | PKYWGSGLHD |  | KNGKSYRFMI |  | MDRFGSDLQK |  | IYEANAKRFS |
| RKTVLQLSLR |  | ILDILEYIHE |  | HEYVHGDIKA |  | SNLLLNYKNP |  | DQVYLVDYGL |
| AYRYCPEGVH |  | KEYKEDPKRC |  | HDGTIEFTSI |  | DAHNGVAPSR |  | RGDLEILGYC |
| MIQWLTGHLP |  | WEDNLKDPKY |  | VRDSKIRYRE |  | NIASLMDKCF |  | PEKNKPGEIA |
| KYMETVKLLD |  | YTEKPLYENL |  | RDILLQGLKA |  | IGSKDDGKLD |  | LSVVENGGLK |
| AKTITKKRKK |  | EIEESKEPGV |  | EDTEWSNTQT |  | EEAIQTRSRT |  | RKRVQK     |

A: Аланін

C: Цистеїн

D: Аспарагінова кислота

E: Глутамінова кислота

F: Фенілаланін

G: Гліцин

H: Гістидин

I: Ізолейцин

K: Лізин

L: Лейцин

M: Метіонін

N: Аспарагін

P: Пролін

Q: Глутамін

R: Аргінін

S: Серин

T: Треонін

V: Валін

W: Триптофан

Кодований геном білок за функціями належить до трансфераз, кіназ, серин/треонінових протеїнкіназ, фосфопротеїнів. 
Задіяний у таких біологічних процесах, як клітинний цикл, поділ клітини, мітоз. 
Білок має сайт для зв'язування з АТФ, нуклеотидами. 
Локалізований у цитоплазмі, цитоскелеті, ядрі.